# 新山志保
新山志保（日语：／ Niiyama Shiho，1970年3月21日—2000年2月7日），日本女性配音員。出身於奈良縣生駒市（在愛媛縣松山市出生）。青二Production最終所屬。

## 簡歷
新山志保畢業於大阪外語大學丹麥語系（現大阪大學外語學院外語學系丹麥語專業）。中學時期，她是銅管樂團的成員。高中和大學時是話劇社的成員。1990年，當時大學3年級的新山志保以第8期生進入青二塾大阪校，並於1992年大學同時畢業。
大學2年級時，她決定從事配音工作，並說服父母「即使只有一年，如果我努力工作卻看不到任何結果，我也可以在餘生中知道我已經盡了最大努力」。

### 死去
1998年夏天，新山志保罹患急性白血病，並繼續與病魔抗爭，最終於2000年2月7日上午6時23分，因併發肺炎和內臟出血導致血壓過低不治，年僅29歲。患病期間，岩田光央來探望她時，看到自己飾演的角色的接替者已經確定，便說道「原來有人來接替我了……」。

## 人物
興趣：讀書。特長：鋼琴、小提琴。
緒方惠美、笠原留美、石川英郎、阪口大助、山田真一與她同一時期加入青二Production。雖然個性與笠原截然相反，但兩人有著相似的價值觀，生前相處得很好。
在葬禮上，她的父母發言說「儘管志保一直飽受痛苦折磨，但她有強烈的願望重返配音界並盡全力做到最好。儘管她與各種副作用作鬥爭，但她非常小心地避免損傷喉嚨，所以她的聲音與住院前一樣」。
她在生前曾對朋友說「我熱愛我扮演的每一個角色」。

## 特徵
新山志保除了在動畫、外國電影、解說等多個領域活躍外，也擔任文化放送電台節目《奔跑吧！歌謠曲》的主持人。當她第一次得到扮演少年的角色時，她找到了一個穿著校服的男子，並聽他說話來研究這個角色。

## 繼任
在新山因病退出後，以下配音員接替了這些角色。但是，其他配音員也被替換的作品（例如《美少女戰士Sailor Stars》的星野光／水手星光鬥士由井上麻里奈繼任）不屬於此目的的範圍，因此未包含在此表中。
| 繼任       | 角色名               | 概要作品                      | 繼任初次擔當作品  |
| ---------- | -------------------- | ----------------------------- | ----------------- |
| 中村尚子   | 旁白                 | 《幸福家庭計畫》              | 1998年6月播出集數 |
| 野田順子   | 蒂德莉特             | 《羅德斯島戰記 -英雄騎士傳-》 | 第22話            |
| 野田順子   | 爆龍                 | 《獸人格鬥2》                 | 《獸人格鬥3》     |
| 百百麻子   | 伊麗莎白·良子·布萊恩 | 《聖路美娜女學院》            | 電視動畫版        |
| 雪野五月   | 松明屋紅葉           | 《宇宙戰艦山本洋子》          | 電視動畫版        |
| 荒川美奈子 | 本田遙夏             | 《》                          | 未收錄部分        |
| 大本真基子 | 亞特瑞               | 《白鯨傳說》                  | 第20話            |

## 演出
粗體字表示主要角色。

### 電視動畫
1993年
- 小小男子漢（1993年—1994年，川上老師的妹妹、助手、女孩子、良子、典子的朋友、望美）

1994年
- 足球風雲（女孩子A）
- 足球小將翼J（1994年—1995年，來生哲兵、大空翼的母親）
- 真拳傳說（日语：真拳伝説タイトロード）（吉娜·達卡茲）
- 橘子醬男孩（女孩子、杜麗絲·歐康那）
- 七海的堤可（廣播A）

1995年
- 空想科學世界（經銷商、傑特的母親）
- 美少女戰士（1995年—1996年，冬美、秋山美晴的母親、星野光／水手星光鬥士）2系列[系列 1]
- 近所物語（1995年—1996年，神崎莉莎[12]）

1996年
- 鬼太郎 (第4作)（女性）
- 逮捕令（英規）
- 繚亂幻想 ～賢治之春（日语：イーハトーブ幻想〜KENjIの春）（太一）

1997年
- 白鯨傳說（日语：白鯨伝説）（亞特瑞〈初代〉[13]）
- CLAMP學園偵探團（鷹村蘇芳）
- 麵包超人（小鉢妹妹〈初代〉）
- 櫻桃小丸子 (第2期)（塚田的嬸嬸）
- 貓狐警探（日语：はいぱーぽりす）（真緒）

1998年
- 吸血姬美夕（立木安彥的妻子）
- 羅德斯島戰記 -英雄騎士傳-[14]（蒂德莉特（日语：ディードリット））[a]

### 電影動畫
- 小小男子漢：阿強的時光機之旅（1993年，追隨者A）
- 餓狼傳說 -THE MOTION PICTURE-（日语：餓狼伝説 -THE MOTION PICTURE-）（1994年，金明淑）
- 劇場版 橘子醬男孩（1995年，加斯特曼Z）
- 劇場版 近所物語（1996年，神崎莉莎）
- 藍色恐懼（1998年，麗[15]）

### OVA
- （1994年，裕太）
- 鬼切丸（日语：鬼切丸 (漫画)）（1995年，保母）
- 美少女遊擊隊Battle Skipper（日语：美少女遊撃隊バトルスキッパー）（1995年，澀澤里繪）
- 孃樣搜查網（1996年，綾小路公子）
- 宇宙戰艦山本洋子（1996年—1997年，松明屋紅葉）2系列[系列 2]
- AIKa（1997年，藍德魯莫〈瓦萊麗〉）
- 魔法王國的俏皮小公主（日语：でたとこプリンセス）（1998年，朱安）

### 遊戲
1992年
- 超時空要塞 永遠的情歌

1995年
- 愛·超兄貴（辯天）
- Private eye dol（日语：プライベート・アイ・ドル）（木原尚子）

1996年
- 孃樣搜查網（綾小路公子）
- OverBlood（日语：OverBlood）（碧波）
- 美少女戰士Sailor Stars 輕飄飄的恐慌2（星野光／水手星光鬥士）
- Eternal Melody（日语：エターナルメロディ）（羅克珊）

1997年
- BS偵探俱樂部 雪消失的過去（日语：BS探偵倶楽部 雪に消えた過去）（旁白）
- 真理香 ～真實的世界～（日语：マリカ 〜真実の世界〜）（神崎永美）
- 惑星攻機隊 Little Cats（日语：惑星攻機隊りとるキャッツ）（尼羅馬·A·迪薩多拉）
- 魔法學園露娜！（日语：LUNAR さんぽする学園）（艾瑪）

1998年
- 純愛騎士（日语：みつめてナイト）（珍·佩特羅莫拉）
- GUNGRIFFON II（日语：ガングリフォンII）（貝林·莉莉）
- 金牌女警2（繪麗奈藏院）
- 露娜2 永恆之藍（假的阿爾迪娜）
- 獸人格鬥2（日语：ブラッディロア）（爆龍）
- 秘密戰隊V★DELUXE★（日语：ひみつ戦隊メタモルV）（夏蓉）
- YAKATA（千織）
- 浪漫創世神話（巴魯）[b]

1999年
- （本田遙夏）
- 火魅子傳 ～戀解～（日语：火魅子伝 〜恋解〜）（織部）

2000年
- 蓋爾槍手（多莉、茱莉亞·科恩）

### 廣播節目
- 奔跑吧！歌謠曲（日语：日野ミッドナイトグラフィティ 走れ!歌謡曲）（文化放送）[c]
- 奧寺康彥的Kick&Talk（栃木放送等廣播電台）
- 新山志保的Tokimeki Moonlight（TBS電台）[d]

### 廣播劇CD
- 惡靈狩獵 ～Ghost Hunt（松崎綾子）
- animate CD精選 裝甲戰士（日语：サイバーボッツ）（G.O.D.）
- 白色十字架 Dramatic Collection II ENDLESS RAIN（直美）
- 魔域幽靈 ～The Night Warriors～（伊麗莎白）
- 孃樣搜查網（綾小路公子）
- 魔法使物語之銀枝傳奇（日语：オリスルートの銀の小枝）（羅絲瑪琳公主）
- 學校發生過的恐怖故事S 驚悚原聲帶（日语：学校であった怖い話）（岩下明美）
- 黑髮的大寫字母（日语：黒髪のキャプチュード）（普蘭查）
- 聖路美娜女學院（日语：聖ルミナス女学院）（伊麗莎白·良子·布萊恩）[e]
- 宇宙戰艦山本洋子（松明屋紅葉）
- 稍微帶點色情的恐怖驚魂夜（河村亞希）
- 兵蜂PARADISE（女學生）
- 寄生都市（朝倉佐知子）
- Falcon Classics 原聲CD廣播劇「伊蘇I／女神的記憶」（羅達）
- BS偵探俱樂部 雪消失的過去（日语：BS探偵倶楽部 雪に消えた過去）（旁白）
- 純愛騎士（日语：みつめてナイト）（珍·佩特羅莫拉、史潘柯基爾奈法）[f]
- 夜晚的燈火和日向的味道（日语：夜の燈火と日向のにおい）（巧）
- 摔角天使（日语：レッスルエンジェルス）（Beauty市谷）
- WILD HALF Encounter 1～3（岩瀨健人）
- 安琪莉可外傳2 緋色輪廓（朱烈斯〈小時候〉）

### 外語配音

#### 電影
- 金剛戰士電影版（英语：Mighty Morphin Power Rangers: The Movie）（金柏莉·哈特／粉紅戰士（英语：Kimberly Hart）〈艾咪·喬·強生（英语：Amy Jo Johnson）〉）
- 34街的奇蹟 ※電視播出版（DVD收錄）。
- 九月懷胎（英语：Nine Months）（莉莉〈米亞·科特〉）
- 恐龍戰警（英语：Theodore Rex (film)）（維羅妮卡·謝德〈茱麗葉·蘭道（英语：Juliet Landau）〉）
- 角頭情聖（英语：Things to Do in Denver When You're Dead）（露辛達〈費魯扎·鮑克〉）※VHS版。

#### 電視影集
- 飛越比佛利 (第8季)（卡莉·雷諾茲〈希拉蕊·史旺〉）

### 旁白
- 幸福家庭計畫（日语：しあわせ家族計画）
- SUPER NIGHT（日语：スーパーナイト）
- 職業棒球新聞（日语：プロ野球ニュース）

### 其它
- 東芝電梯（日语：東芝エレベータ）（舊型機種的廣播。主要在Elementate Cerebrum VF之前。）

## 腳註

## 外部連結
- 新山志保｜青二Production （日語）
- （日語）—WEB THE TELEVISION（日语：ザテレビジョン）
- 新山志保 （页面存档备份，存于） （日語）—oricon
- 新山志保 （页面存档备份，存于） （日語）—allcinema（日语：allcinema）
- 日本電影數據庫（JMDb）上新山志保的資料（日語）